# Konstantin Karlowitsch Dansas

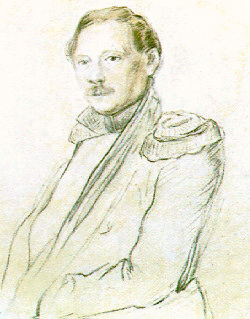
Konstantin Danzas (1836)

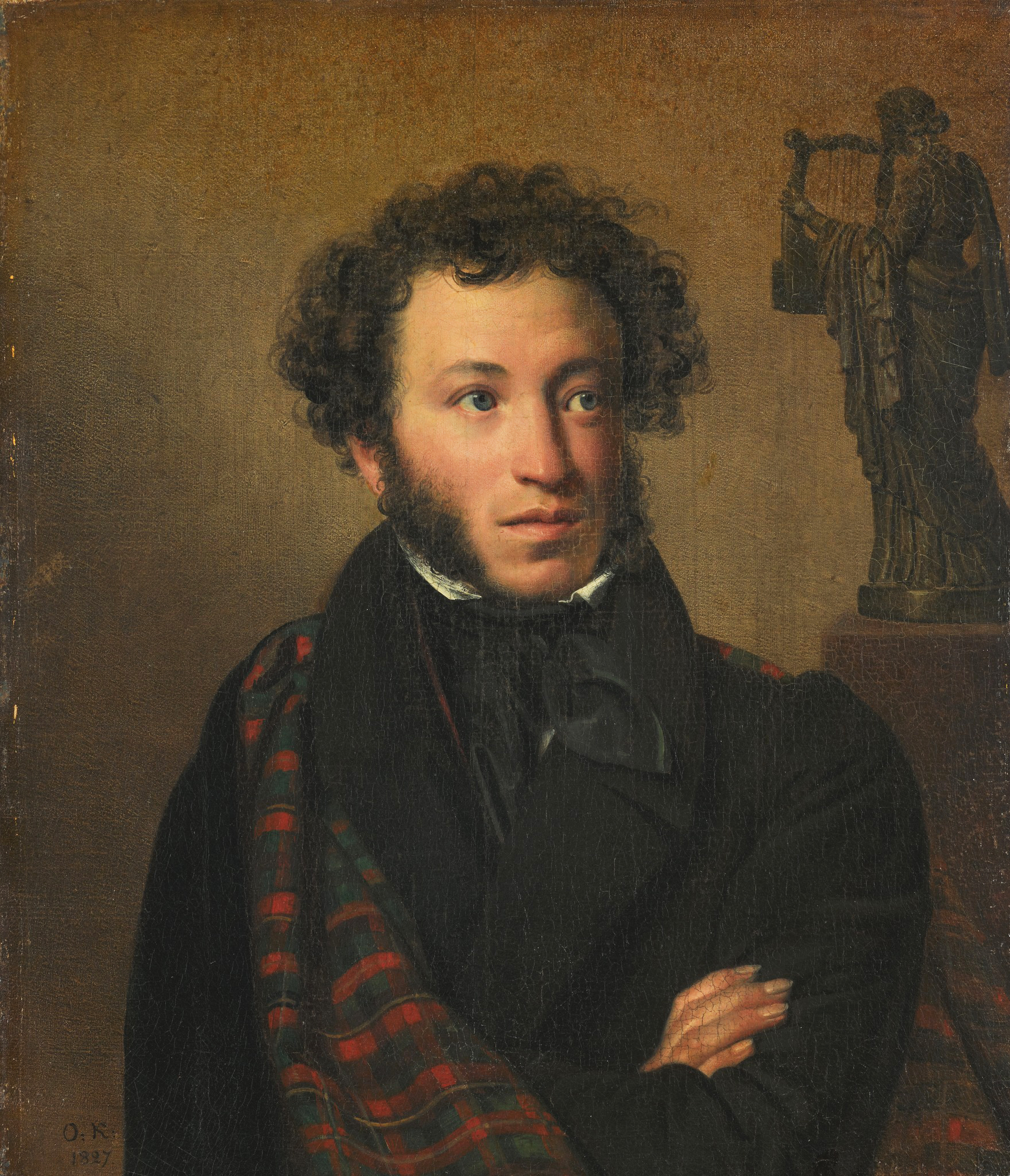
Alexander Puschkin (1827)

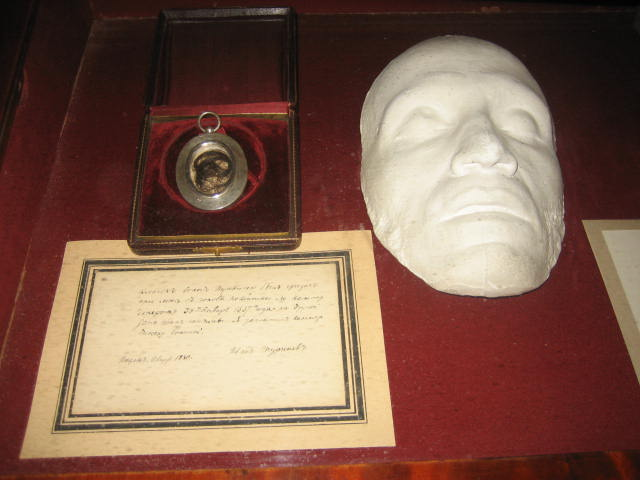
Puschkins Totenmaske

Konstantin Karlowitsch Dansas (russisch Константи́н Ка́рлович Данза́с, auch transkribiert als Danzas; * 1801; † 3. Februar 1870) war ein russischer Generalmajor und der Sekundant Alexander Puschkins bei dessen Duell mit Georges-Charles de Heeckeren d’Anthès.

## Jugend und Militärzeit
Konstantin Dansas entstammte einer kurländischen Adelsfamilie und besuchte das Lyzeum Zarskoje Selo, wo Alexander Puschkin (1799–1837), Anton Delwig (1798–1831) und Wilhelm Küchelbecker (1797–1846) zu seinen Mitschülern zählten. Nach Beendigung seiner Schulzeit 1817 trat er in den Militärdienst ein und nahm an mehreren Feldzügen teil. Er wurde mehrfach für seine Tapferkeit ausgezeichnet; 1828 wurde er verwundet.

## Puschkins Duell
Am 27. Januarjul. / 8. Februar 1837greg. war Dansas der Sekundant von Alexander Puschkin bei dessen Duell mit Georges-Charles de Heeckeren d’Anthès (1812–1895), bei dem der Dichter tödlich verwundet wurde. Dansas wollte nun seinerseits d’Anthès zum Zweikampf fordern, doch der im Sterben liegende Puschkin hielt ihn davon ab und bat Zar Nikolaus I. um Gnade für seinen Sekundanten. Dansas blieb bei Puschkin bis zu dessen Tod am 29. Januarjul. / 10. Februar 1837greg., danach wurde er wegen seiner Teilnahme an diesem Duell in der Peter-und-Paul-Festung inhaftiert und zum Tod durch Hängen verurteilt. Das Todesurteil wurde jedoch in eine zweimonatige Festungshaft, eine ehrenhafte Form der Freiheitsstrafe, umgewandelt.

## Spätere Jahre
Nach seiner Entlassung kehrte Dansas in den Militärdienst zurück. Er beantragte seine Versetzung in den Kaukasus, wo er Kommandant eines Regiments wurde, in dem auch Michail Lermontow nach seiner Strafversetzung diente. 1856 nahm er seinen Abschied im Rang eines Generalmajors. Das Gefühl, für Alexander Puschkins Tod mitverantwortlich zu sein, verdüsterte zusehends sein Gemüt. Er bewahrte einige Erinnerungsstücke an den Dichter auf, unter anderem dessen Totenmaske. Konstantin Dansas blieb unverheiratet und starb am 3. Februar 1870. 1936 wurden seine sterblichen Überreste in ein Grab auf dem Tichwiner Friedhof des Alexander-Newski-Kloster umgebettet.